# August von Parseval

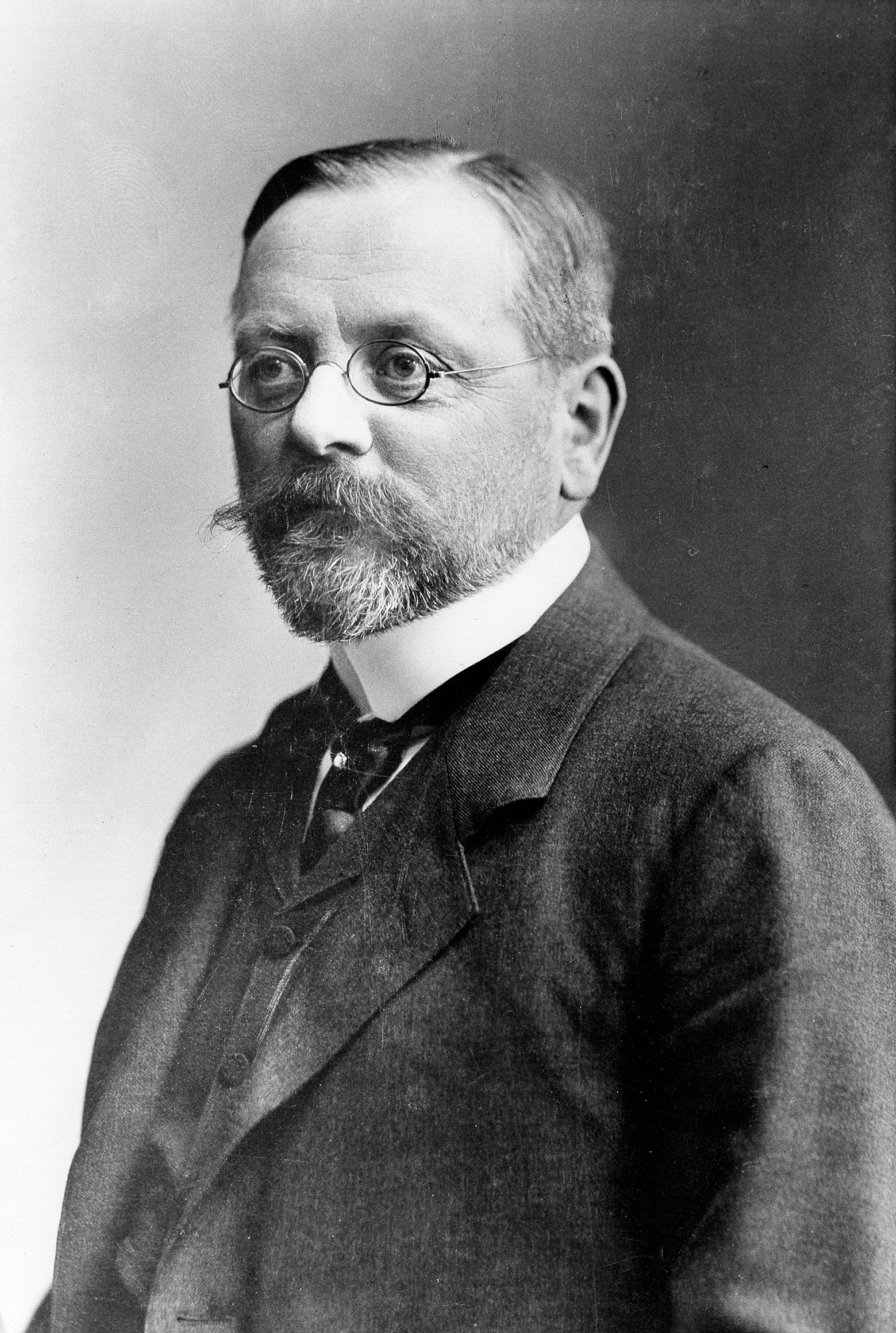
August von Parseval (1902)

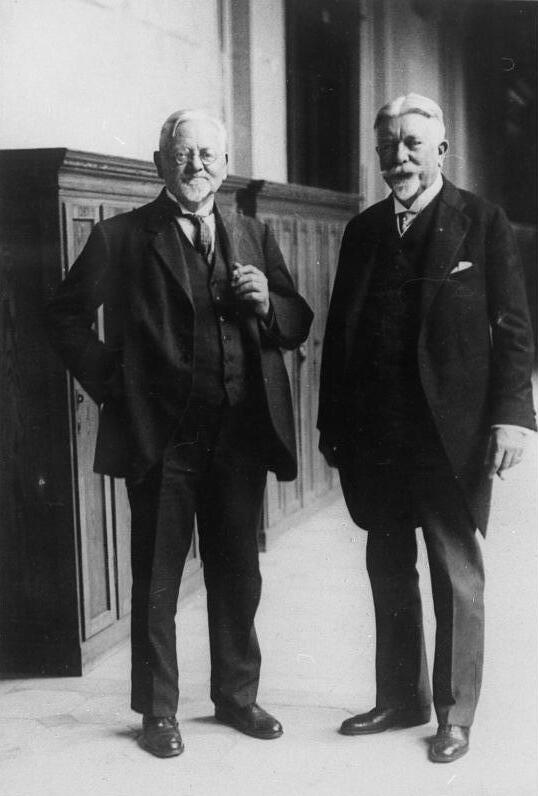
August von Parseval (links) mit Johann Schütte, 1929

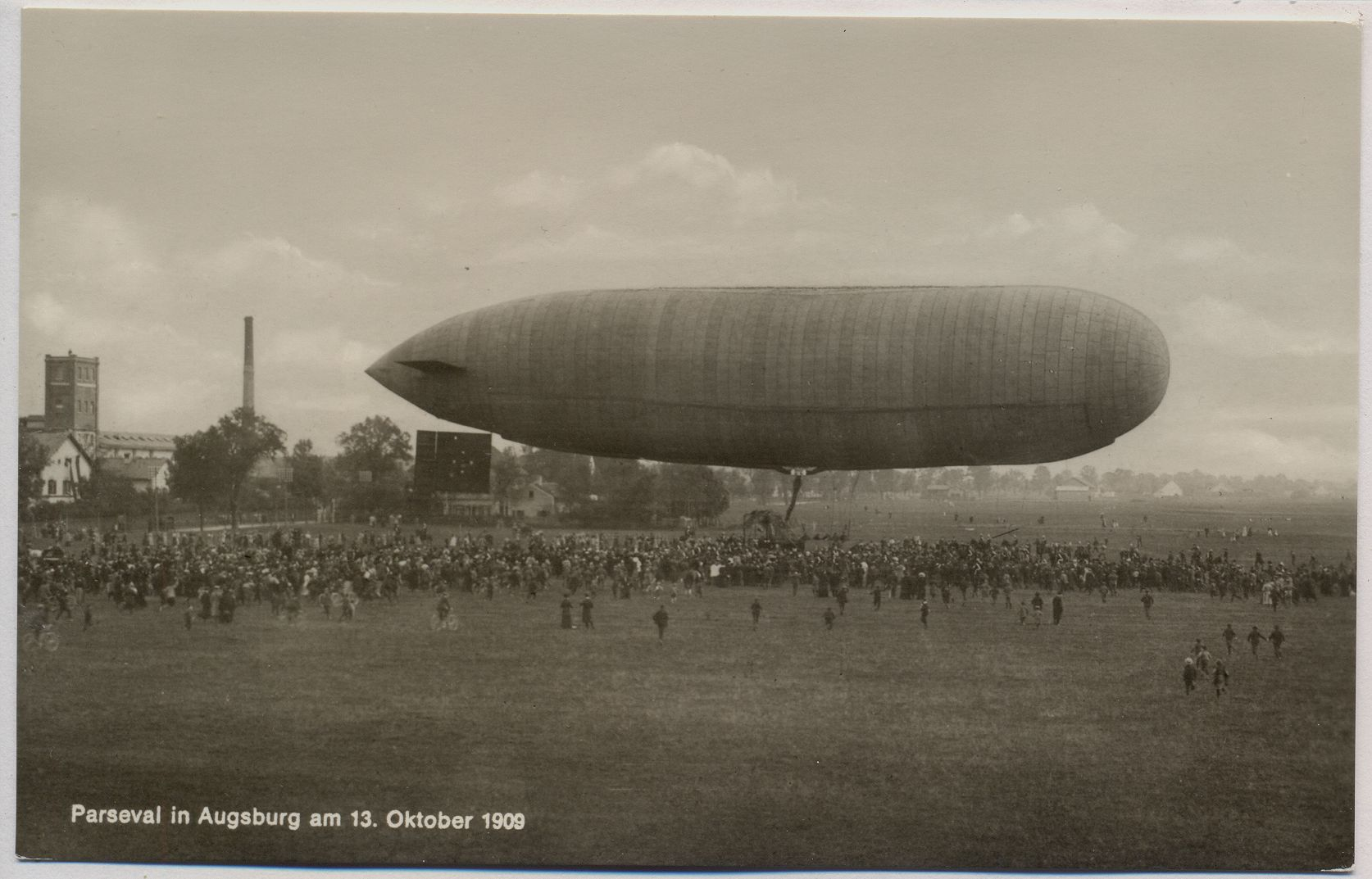
Prallluftschiff PL 3, Augsburg 1909

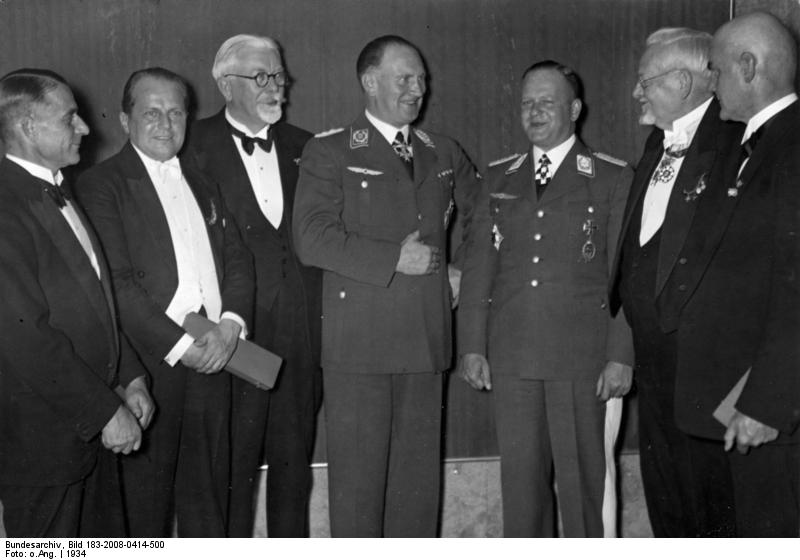
August von Parseval (zweiter von rechts) im Kreise anderer Piloten (1934)

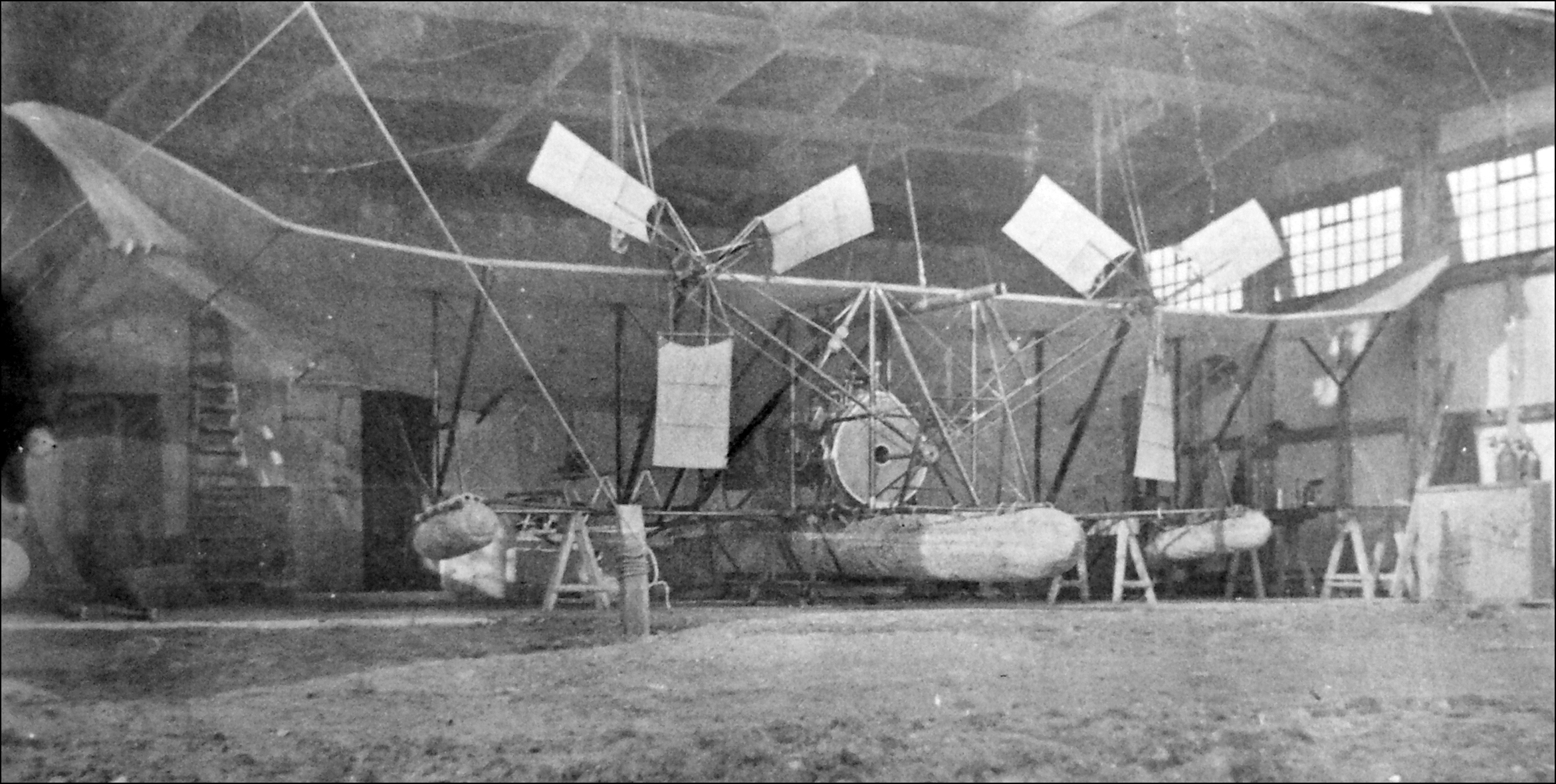
Parseval-Aeroplan am Plauer See

August von Parseval (* 5. Februar 1861 in Frankenthal; † 22. Februar 1942 in Berlin) war ein deutscher Konstrukteur und Produzent von Luftschiffen und Namensgeber der Parseval-Luftschiffe. In historischen Dokumenten findet sich auch die Schreibweise Parzeval oder Parceval.

## Leben
Parseval war der erste Sohn des bayerischen Regierungsrates Joseph von Parseval (1825–1887) und dessen Gattin Marie Amélie, geborene von Schaden (1840–1918). Sein Großvater war der bayerische Generalmajor Ferdinand von Parseval (1791–1854); die bayerischen Generale Maximilian von Parseval (1823–1902), Otto von Parseval (1827–1901) und Ferdinand Jakob von Parseval (1829–1919) waren seine Onkel. Sein Großvater war der Philosoph Emil August von Schaden (1814–1852).
Er besuchte von 1873 bis 1878 das Pagenkorps in München, das er mit dem Fähnrichexamen abschloss. 1878 machte Parseval das Abitur am Wilhelmsgymnasium München. Danach wechselte er in das 3. Infanterie-Regiment „Prinz Carl von Bayern“. Als Autodidakt beschäftigte er sich mit Problemen der Aeronautik. In der Garnisonsstadt Augsburg kam er in Kontakt mit August Riedinger und lernte dort auch seinen späteren Partner Hans Bartsch von Sigsfeld kennen, mit dem er einen gefesselten Drachenballon entwickelte. Dieser wurde als Beobachtungsballon beim Militär eingesetzt, fand weite Verbreitung und gilt daher als sehr erfolgreich. 1901 ließ sich Parseval vom Militärdienst beurlauben.
Im Freiballonverein Augsburg war er ab 1901 Gründungsmitglied und 1. Vorsitzender.
Im Jahre 1901 begannen Parseval und Sigsfeld mit dem Bau eines lenkbaren Luftschiffs. Nach dem plötzlichen Tod Sigsfelds bei einer Freiballonlandung 1902 wurde die Arbeit bis 1905 unterbrochen.
Parseval war 1908 einer der Gründer der Luftfahrzeug-Gesellschaft (LFG). Diese baute die Parseval-Luftschiffe PL 3 1908 bis PL 26 1915 in ihrer Bauwerft in Bitterfeld.
Durch die Entwicklungen im Motorenbau stand dann auch ein entsprechendes Antriebsaggregat zur Verfügung. Bis zum Ende des Ersten Weltkriegs wurden noch 22, teils Prall-, teils Kiel-Luftschiffe vom Typ Parseval gebaut. Ende der zwanziger und Anfang der dreißiger Jahre wurden vier weitere Kiel-Luftschiffe nach dem Parseval-Naatz-Prinzip gebaut.
Parseval wandte sich auch der Entwicklung des Flugzeuges zu. Eine Denkschrift mit dem Entwurf einer Flugmaschine legte er 1908 der Motorluftschiff-Studiengesellschaft (MStG) vor. Hauptsächlich aus Sicherheitsgründen wollte er die Flugversuche vorerst über einer großen Wasserfläche durchführen, weshalb er die Maschine als Wasserflugzeug auslegte. Nachdem die MStG die Unterstützung des Vorhabens zugesagt hatte, und als sich auch die Stadt Plau durch kostenlose Bereitstellung eines Geländes beteiligte, ließ Parseval im Herbst 1909 am Plauer See eine „Fliegerhalle“ errichten. Dort wurde die Maschine zusammengebaut.
Die ersten Flugversuche am 14. April 1910 – unter Leitung von Oberingenieur Ernst Blochmann und mit Dipl.-Ing. Wilhelm Hoff als zweiter Pilot – verliefen unbefriedigend. Auch nach umfangreichen Umbauten war die Maschine nicht imstande, vom Wasser abzuheben. Darum ließ Parseval ein Anlaufgleis in den See hinein bauen, um, ähnlich wie beim ersten Flug der Brüder Wright, die Flugmaschine auf einem Startwagen bis zur Abhebegeschwindigkeit beschleunigen zu lassen. Der erste Versuch am 7. Oktober 1910 verlief erfolgreich und wird heute – trotz Start vom Land – als erster Wasserflug in Deutschland gewürdigt. Bei einem späteren Flug wurde eine Flughöhe von 75 Metern und eine Flugweite von etwa drei bis vier Kilometern erreicht. Anfang 1911 stellte Parseval die Versuche ein.
Zwischen 1912 und 1936 widmete sich Professor Parseval der theoretischen Lehrtätigkeit am neu eingerichteten Lehrstuhl für Flugtechnik an der Technischen Hochschule Berlin-Charlottenburg.
August von Parseval wurde auf dem Friedhof Wilmersdorf beigesetzt.

## Ehrungen
Die Fahrten jedes „Parseval“ erregten, wie die ersten großen Fahrten der Zeppeline, großes Aufsehen. In Kiel schloss erst 2002 eine Kneipe, die bei dem ersten Besuch am 29. Oktober 1910 eines dieser Luftschiffe „Zum Parseval“ benannt worden war. Im Augsburger Stadtteil Hochfeld in direkter Nachbarschaft zur Kaserne des 3. Infanterie-Regiment „Prinz Carl von Bayern“ wurde die Von-Parseval-Straße Anfang der 1950er Jahre nach ihm benannt.
In seiner Geburtsstadt Frankenthal trägt der Platz vor dem Albert-Einstein-Gymnasium den Namen Parsevalplatz.
Im Jahre 2000 wurde dem Berufsschulzentrum Bitterfeld-Wolfen der Ehrenname „August von Parseval“ verliehen. Er erinnert daran, dass neben dem Bau der Parseval-Luftschiffe in Standortnähe des Berufsschulzentrums auch der für den Auftrieb der Luftschiffe notwendige Gasbedarf an Wasserstoff zu einem großen Teil aus den Elektrochemischen Werken in Bitterfeld gedeckt wurde.
In Frankfurt am Main ist im Neubaugebiet Rebstock-Nord-Ost eine Straße nach dem Luftfahrtpionier benannt. Auf dem Gelände wurde ab 1909 ein Luftschiffhafen eingerichtet, der Vorläufer des Frankfurter Flughafens. In Görlitz trägt eine Straße zum Flugplatz seinen Namen. Auch in Erfurt trägt seit 1994 eine Straße im Büropark Airfurt, nahe dem Flughafen Erfurt-Weimar, seinen Namen.
Im Spiel World of Warships des weißrussischen Entwicklers Wargaming.net ist ein fiktiver Flugzeugträger der Kriegsmarine nach ihm benannt.